# Baden-Württembergische Übersetzertage
Die Baden-Württembergischen Übersetzertage sind eine Veranstaltungsreihe des Landes Baden-Württemberg, die einer breiten Öffentlichkeit das literarische Übersetzen näherbringen soll.
Sie wurden initiiert vom Freundeskreis zur Förderung literarischer und wissenschaftlicher Übersetzungen, damit Literaturübersetzer ihre Arbeit in einer jeweils mehrtägigen Veranstaltungsreihe öffentlichkeitswirksam darstellen können. Seit 1998 finden sie im Rahmen der landesweiten Literaturförderaktion „Orte für Worte“ statt, seit 1999 in zweijährlichem und seit 2019 in dreijährlichem Turnus in verschiedenen Städten des Landes Baden-Württemberg. Organisiert werden die Übersetzertage von der jeweiligen Stadt (Kulturamt) und dem Freundeskreis zur Förderung literarischer und wissenschaftlicher Übersetzungen.

## Veranstaltungsorte
- 1998 Biberach
- 1999 Fellbach
- 2001 Calw
- 2003 Schwäbisch Hall
- 2005 Karlsruhe
- 2007 Freiburg im Breisgau
- 2009 Stuttgart
- 2011 Tübingen
- 2013 Heidelberg[1]
- 2015 Ravensburg[2]
- 2017 Reutlingen[3]
- 2019 Kehl[4]
- 2022 Heilbronn
- 2025 Offenburg

## Notizen
1. ↑  Homepage dieser Baden-Württembergischen Übersetzertage
2. ↑  Programmheft für 2015
3. ↑  Programmheft für 2017
4. ↑  Programmheft für 2019